# Slatvina
Slatvina (bis 1927 slowakisch auch „Slaťvina“; deutsch Salzbrunn, ungarisch Szlatvin) ist eine Gemeinde im Osten der Slowakei mit 307 Einwohnern (Stand 31. Dezember 2024) und gehört zum Okres Spišská Nová Ves, einem Teil des Košický kraj, sowie zur traditionellen Landschaft Zips.

## Geographie
Die Gemeinde befindet sich im Ostteil des Talkessels Hornádska kotlina am Westhang des Branisko-Gebirges. Das Ortszentrum liegt auf einer Höhe von 479 m n.m. und ist fünf Kilometer von Spišské Vlachy sowie 24 Kilometer von Spišská Nová Ves entfernt.
Nachbargemeinden sind Dúbrava im Norden, Vojkovce im Osten, Spišské Vlachy im Süden und Oľšavka im Westen.

## Geschichte
Der Ort wurde zum ersten Mal 1246 als Zek schriftlich erwähnt und war ursprünglich ein Ort der Grenzwächter des entstehenden ungarischen Staates. Deshalb trugen die ortsstämmigen Adligen das Prädikat de Szék. Erst 1525 taucht die slawische Namensform als Szlatwin auf. Bis zu diesem Jahr war das Dorf Besitz des Geschlechts Zsigray, danach kam es zum Herrschaftsgebiet der Zipser Burg und somit waren Geschlechter wie Zápolya, Thurzo und Csáky Gutsherren. 1828 zählte man 29 Häuser und 218 Einwohner, deren Haupteinnahmequelle Landwirtschaft war.
Bis 1918 gehörte der im Komitat Zips liegende Ort zum Königreich Ungarn und kam danach zur Tschechoslowakei beziehungsweise heute Slowakei.

## Bevölkerung
| Jahr                | 1994 | 2004     | 2014    | 2024    |
| ------------------- | ---- | -------- | ------- | ------- |
| Anzahl der Personen | 253  | 306      | 322     | 307     |
| Unterschied         |      | +20,94 % | +5,22 % | −4,65 % |

| Jahr                | 2023 | 2024    |
| ------------------- | ---- | ------- |
| Anzahl der Personen | 303  | 307     |
| Unterschied         |      | +1,32 % |

Gemäß der Volkszählung 2011 wohnten in Slatvina 327 Einwohner, davon 322 Slowaken und ein Magyare. Bei vier Einwohnern liegt keine Angabe zur Ethnie vor.
302 Einwohner bekannten sich zur römisch-katholischen Kirche, vier Einwohner zur griechisch-katholischen Kirche sowie ein Einwohner zur Evangelischen Kirche. A. B. 15 Einwohner waren konfessionslos und bei fünf Einwohnern wurde die Konfession nicht ermittelt.

## Baudenkmäler
- römisch-katholische Kirche Mariä Himmelfahrt im frühgotischen Stil aus dem 13. Jahrhundert